# Tekstbord

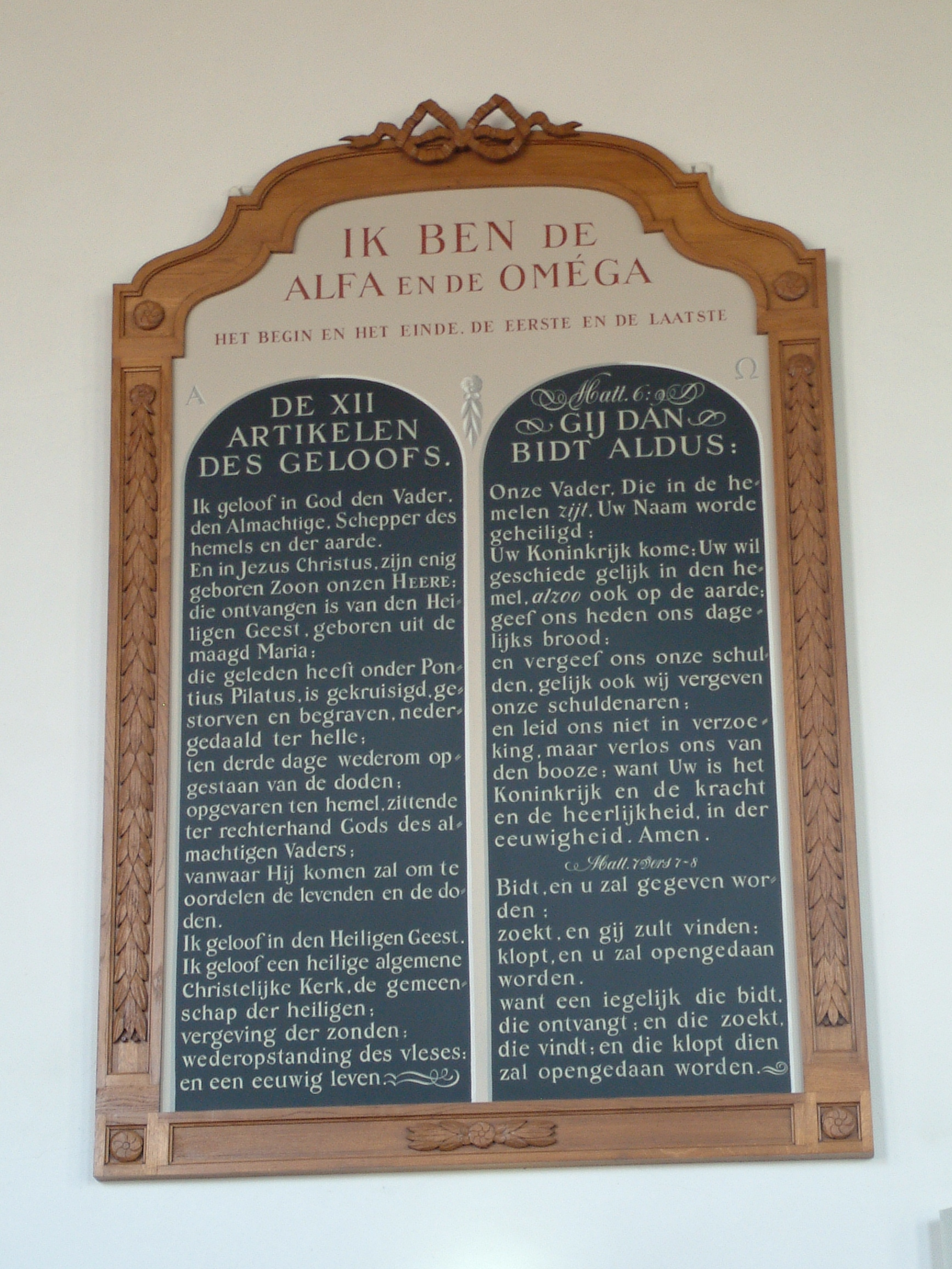
Tekstbord in de Hervormde kerk van Meerkerk.

Een tekstbord is een vooral in protestantse kerkgebouwen veelvoorkomend voorwerp. Het bestaat uit een - vaak fraai versierd - houten bord waarop een gekalligrafeerde tekst is aangebracht.
Deze tekst kan betrekking hebben op de Geloofsbelijdenis, het Onze Vader, de Tien Geboden en dergelijke. Los daarvan bestaan er rouwborden, wapenborden, predikantenborden en aankondigingsborden.
Borden in oude kerken dateren vaak uit de 17e of 18e eeuw.